# Crocmaz
Crocmaz egy falu a moldovai Stefan Voda járásban .

## Történelme
A falu első említése 1595 -ből származik, és 7  Dnyeszter menti falu körüli területi vitára utal.
1930-ban a falu a Cetatea-Albă megyei Cazaci járás része volt, és Corcmaznak hívták.

## Elhelyezkedés
A falu a Dnyeszter jobb partján húzódik, a torkolattól visszafele a harmadik falu. A falu 135 km-re van Kisjenő/ Chisinau városától, 30 km-re Stefan Voda városától és 69 km-re Odessza városától.

## A lakossága
Crocmazban található az "Ecaterina Malcoci" Elméleti Líceum, egy óvoda, egy orvosi központ és egy szórakozóhely a művelődési házban, ahol a közelmúltban megkezdődött a filmek bemutatása.

### Etnikai szerkezet
A település etnikai szerkezete a 2004 -es népszámlálás szerint:
| Etnikai csoport                                                                                        | Népesség | % Százalék   |
| --- | -------- | ------------ |
| Azon bennszülöttek akik moldovának vallották magukat Azon bennszülöttek akikrománnak vallották magukat | 2919 29  | 97,24% 0,97% |
| ukránok                                                                                                | 32       | 1,07%        |
| oroszok                                                                                                | 12       | 0,40%        |
| Cigányok                                                                                               | 5        | 0,17%        |
| bolgárok                                                                                               | 2        | 0,07%        |
| Gagauzok                                                                                               | 2        | 0,07%        |
| Mások                                                                                                  | 1        | 0,03%        |
| Teljes lakosság                                                                                        | 2600     |              |

## Társadalom
A falunap egyben a község templomának ünnepe is: május 22. Minden lakója keresztény (ortodox, baptista, adventista és Jehova Tanúja).
A falu nevezetes személyiségei Ecaterina Malcoci színésznő és Aurel Stejaru .

## Gazdaság
A falu mezőgazdaságát egy vállalkozó képviseli, akinek több száz hektár van a tulajdonában - Ion Olifir. Más kisebb tulajdonosok, akik saját forrásból vásároltak új "Belarus" modellű traktorokat. A szőlőültetvények felújítása jelentős ütemben folytatódik, mióta megkezdődtek a szántóföldi támogatások és a szőlőgyűjtés a szomszédos borászatok: Tudora, Purcari, Carahasani és Răscăieți által .
A közelmúltban Crocmazban van egy piac, néhány  bár és üzlet. Van 2 búza malma, egy takarmánymalma és 2 kis olajgyár is  működik.